# Stazione di San Germano Vercellese
Stazione di San Germano Vercellese vasútállomás Olaszországban, San Germano Vercellese településen.

## Vasútvonalak
Az állomást az alábbi vasútvonalak érintik:
- Torino–Milánó-vasútvonal

## Kapcsolódó állomások
A vasútállomáshoz az alábbi állomások vannak a legközelebb:
- Stazione di Santhià
- Olcenengo railway halt